# Daniel Klewer
Daniel Klewer (* 4. März 1977 in Rostock) ist ein ehemaliger deutscher Fußballtorhüter, der zuletzt beim 1. FC Nürnberg in der Bundesliga unter Vertrag stand.

## Karriere als Spieler

### Hansa Rostock
Bereits im Alter von sechs Jahren begann Klewers Karriere bei Hansa Rostock. Hier spielte er in allen Jugendmannschaften des Vereins, ehe er gegen Ende der Saison 1996/97 erstmals im Seniorenbereich – allerdings in der zweiten Mannschaft – auftauchte. Bereits in der darauffolgenden Saison wurde er erstmals in den Profikader berufen, wo er nach der Verletzung von Perry Bräutigam als Ersatztorhüter hinter Martin Pieckenhagen auf der Bank Platz nehmen durfte. Bis zur Saison 2001/02 konnte Klewer sich jedoch nur als Stammkeeper der Reservemannschaft des F.C. Hansa durchsetzen und kam zu keinem Bundesligaeinsatz.
Nach einer schweren Verletzung von Stammkeeper Mathias Schober und einer Rot-Sperre von Ersatztorwart Perry Bräutigam kam Klewer am 16. März 2002, dem 27. Spieltag der Saison 2001/02, zu seinem ersten Erstligaauftritt bei der 2:4-Niederlage gegen den 1. FC Köln. Es folgten bis zum Saisonende sieben weitere Einsätze.
In den beiden folgenden Spielzeiten kam Klewer auf nur zwei weitere Bundesligaspiele (beide im Jahr 2003/04), sodass er den F.C. Hansa Rostock im Sommer 2004 nach 21 Jahren verließ.

### 1. FC Nürnberg
Er wechselte zum Ligakonkurrenten 1. FC Nürnberg. Im ersten Jahr kam er dort auf fünf Bundesliga-Einsätze, ehe auch er verletzt ausfiel und von der Nummer drei Dirk Langerbein vertreten wurde. 2005/06 spielte Raphael Schäfer durch und Klewer stand lediglich zweimal im DFB-Pokal zwischen den Pfosten. Nach der Saison wurde sein Vertrag um zwei weitere Jahre verlängert.
Im Jahr darauf saß Klewer wieder fast durchgängig als Nummer zwei auf der Bank und wurde erst am letzten Hinrundenspieltag für den verletzten Schäfer eingewechselt. Auch im darauffolgenden DFB-Pokal-Achtelfinale gegen die SpVgg Unterhaching am 19. Dezember 2006 musste er Schäfer ersetzen. Dabei hielt er vier Strafstöße im Elfmeterschießen und sorgte so für einen knappen 2:1-Erfolg der Nürnberger. Nürnberg stand somit erstmals seit der Saison 1995/96 wieder im Viertelfinale. Dort wurde Klewer im Spiel gegen Hannover 96 kurz vor Beginn des erneuten Elfmeterschießens, in der 118. Minute, für seinen Kapitän Raphael Schäfer eingewechselt und hielt zwei Elfmeter beim 4:2-Sieg seines Vereins, womit er endgültig den Ruf als Elfmeterkiller hatte. Nürnberg gewann schließlich den Pokal, und auch wenn Klewer in den letzten beiden Spielen nicht mehr zum Einsatz kam, wurde er einer der Pokalhelden 2007.
Nach dem Abgang Schäfers wurde Jaromír Blažek als neuer Torwart des FCN verpflichtet, zunächst blieb aber offen, ob er oder Klewer den Platz zwischen den Pfosten einnehmen würde. In der ersten Ligapokalrunde spielte Klewer über die gesamte Zeit, ebenso in der ersten Runde des DFB-Pokals 2007/08. Ab dem ersten Bundesligaspiel wurde jedoch Blažek als Stammtorhüter angegeben. In der zweiten Runde des DFB-Pokals am 31. Oktober spielte Klewer wieder über die volle Zeit, inklusive Verlängerung. Im folgenden Elfmeterschießen hielt er jedoch keinen Strafstoß und Nürnberg verlor mit 7:6 i. E. (2:2, 1:1, 1:0) gegen den FC Carl Zeiss Jena. Zu Beginn der Rückrunde zeigte Blažek schwächere Leistungen und geriet bei den Fans in die Kritik. Besonders das Gegentor im UEFA-Pokal in Lissabon und der Ausgleichstreffer des FC Energie Cottbus am 21. Spieltag wurden ihm übel genommen, so dass die Zuschauer nach diesem Spiel „Daniel Klewer“-Sprechchöre riefen. Am 7. März 2008 gab Thomas von Heesen dann tatsächlich Daniel Klewer als Torwart für das Spiel gegen den Hamburger SV am 23. Spieltag bekannt. Dabei sagte der Trainer: „Wir schmeißen hier niemanden raus, wir werden Blaza jetzt wieder aufbauen“ und „Er [Klewer] ist nicht umsonst Nummer zwei in einem Bundesligaverein und deswegen gefestigt genug, in dieser Situation zu bestehen.“ Daniel Klewer war damit nach über zehn Jahren erstmals der erste Torwart. Das Heimspiel gegen Hamburg endete 0:0, wobei Klewer zwei besonders starke Paraden zeigte. Doch Klewers Zeit als Nummer eins dauerte nur drei Partien. Da er sich vor dem 26. Spieltag eine Mandelentzündung zuzog, spielte beim Heimspiel gegen Bayern München (Endstand 1:1) wieder Jaromír Blažek. Da dieser dort eine stabile Leistung zeigte, erhielt er den Stammplatz zurück. Kurze Zeit später sollte allerdings schon wieder Klewer im Tor stehen, da Blažek wegen eines Muskelfaserrisses in der Bauchdecke im Auswärtsspiel gegen den VfB Stuttgart in der 57. Minute ausgewechselt werden musste und bis Saisonende ausfiel. Mit insgesamt zehn Ligaspielen war die Saison 2007/08 somit die spielreichste in Klewers Karriere. Blažek verließ den Verein am Ende des Jahres. Da zur Saison 2008/09 jedoch Raphael Schäfer nach einem erfolglosen Jahr in Stuttgart zurückkehrte, wurde Klewer wieder Nummer zwei und absolvierte sein einziges Pflichtspiel in dieser Saison im Relegations-Rückspiel gegen Energie Cottbus, wo er in der 87. Minute eingewechselt wurde.
Seit Juli 2009 ist Klewer als Torwarttrainer in der Jugend des 1. FC Nürnberg tätig. Der ersten Mannschaft blieb er als „Stand-by-Profi“ erhalten. Seinen Platz auf der Bank nahm der Nachwuchsspieler Alexander Stephan ein, der Schäfer auch während einer Sperre vertrat. Klewer gehörte auch in der Saison 2010/11 nach wie vor zum Kader, wurde aber nicht eingesetzt und beendete zum Saisonende endgültig seine Karriere.

## Trainertätigkeit
Seit Juli 2010 ist Klewer Torwarttrainer für die Nachwuchsabteilungen des 1. FC Nürnberg.
Von 2017 bis 2020 war er im Jugendbereich des FC St. Pauli tätig.

## Erfolge
- DFB-Pokalsieger: 2007 mit 1. FC Nürnberg
- Mecklenburg-Vorpommern-Pokalsieger: 1998 mit Hansa Rostock II